# Spathulina sicula
Spathulina sicula is een vliegensoort uit de familie van de boorvliegen (Tephritidae). De wetenschappelijke naam van de soort werd in 1856 gepubliceerd door Camillo Róndani.